# オールバニ・レンセラー駅
オールバニ・レンセラー駅（英語：Albany–Rensselaer Station）は、ニューヨーク州の州都オールバニ の中心駅。ハドソン川対岸のレンセラー（レンセリア）市、イーストストリート525にある。 バスの乗り換えが出来る。

## 停車列車
アムトラックの停車する列車は下記の通り。
シカゴとニューヨーク・ボストン間の夜行長距離列車レイクショア・リミテッド号…1日1往復停車（当駅にはシカゴ-ニューヨーク間・シカゴ-ボストン間の編成とも停車。オールバニ・レンセラー駅にてニューヨーク編成&ボストン編成を 連結/切り離し）
トロントとニューヨーク間の昼行国際列車メープルリーフ号…1日1往復停車
モントリオールとニューヨーク間の昼行国際列車アディロンダック…1日1往復停車
バーモント州ラトランドとニューヨーク間の昼行中距離列車イーサン・アレン・エクスプレス号…1日1往復停車
ニューヨーク州ナイアガラフォールズおよびオールバニとニューヨーク間の昼行中長距離列車エンパイア・サービス…1日8.5往復発着